# لولا ريدج
لولا ريدج (بالإنجليزية: Lola Ridge)‏ (12 ديسمبر 1873، دبلن في جمهورية أيرلندا - 19 مايو 1941، بروكلين في الولايات المتحدة)؛ كاتِبة وشاعرة أمريكية.

## الجوائز
- زمالة غوغنهايم

## روابط خارجية
- لولا ريدج على موقع ميوزك برينز (الإنجليزية)